# První vláda Davida Ben Guriona
První vláda Davida Ben Guriona, která byla v pořadí první izraelskou vládou, byla vytvořena 10. března 1949 po lednových parlamentních volbách. Sestávala z Ben Gurionova vítězného Mapaje a stran Sjednocená náboženská fronta, Progresivní strana, Sefardové a orientální komunity a Demokratická kandidátka Nazaretu, a dohromady měla ve 120členném Knesetu podporu 73 poslanců. Samotná vláda se skládala z dvanácti ministrů.

## Působení
Při formování vlády Ben Gurion vyslovil zásadu, že se jí mohou zúčastnit všechny strany „bez Cherutu [revizionistů] a Maki [komunistů]“. Bylo to dáno jeho dlouhodobou nevraživostí k revizionistickému sionismu a předsedovi Cherutu Menachemu Beginovi. U obou stran byl navíc přesvědčen, že usilují o zničení demokracie.
V průběhu roku 1949 se Ben Gurionově vládě podařilo uzavřít dohody o příměří s Libanonem, Jordánskem a Sýrií (s Egyptem byla uzavřena ještě před jmenováním vlády). Za jejího funkčního období pokračoval masivní příliv nových přistěhovalců, zejména z arabských zemí. Mezi zásadní legislativu přijatou vládou patří vzdělávací zákon z roku 1949, který zavedl povinnou školní docházku pro děti ve věku 5 až 14 let, a zákon o návratu z 5. července 1950, zaručující každému Židovi právo přesídlit do Izraele a získat tam občanství.
Vláda padla 15. října 1950 po Ben Gurionově rezignaci poté, co Sjednocená náboženská fronta protestovala proti jeho požadavkům na zrušení ministerstva přídělového systému a zásobování, personální obsazení postu ministra obchodu a průmyslu, a sporům ohledně vzdělávání v imigračních táborech.

## Členové vlády
| resort                                                       | ministr/yně         | strana                          |
| ------------------------------------------------------------ | ------------------- | ------------------------------- |
| předseda vlády ministr obrany                                | David Ben Gurion    | Mapaj                           |
| ministr zahraničních věcí                                    | Moše Šaret          | Mapaj                           |
| ministr dopravy                                              | David Remez         | Mapaj                           |
| ministr financí ministr obchodu a průmyslu                   | Eli'ezer Kaplan     | Mapaj                           |
| ministr náboženství a válečných obětí                        | Jehuda Lejb Majmon  | Sjednocená náboženská fronta    |
| ministr policie                                              | Bechor-Šalom Šitrit | Sefardové a orientální komunity |
| ministryně práce a sociálního zabezpečení                    | Golda Meirová       | Mapaj                           |
| ministr sociální péče                                        | Jicchak-Me'ir Levin | Sjednocená náboženská fronta    |
| ministr spravedlnosti                                        | Pinchas Rosen       | Progresivní strana              |
| ministr školství a kultury                                   | Zalman Šazar        | Mapaj                           |
| ministr zdravotnictví ministr imigrace ministr vnitra        | Chajim-Moše Šapira  | Sjednocená náboženská fronta    |
| ministr zemědělství ministr přídělového systému a zásobování | Dov Josef           | Mapaj                           |